# Chrysogorgia excavata
Chrysogorgia excavata is een zachte koraalsoort uit de familie Chrysogorgiidae. De koraalsoort komt uit het geslacht Chrysogorgia. Chrysogorgia excavata werd in 1908 voor het eerst wetenschappelijk beschreven door Kükenthal.